# Moitessieria rolandiana
Moitessieria rolandiana é uma espécie de gastrópode  da família Hydrobiidae.
É endémica de França.